# Tímea Nagy
Tímea Nagy-Varga (Budapest, 22 agosto 1970) è un'ex schermitrice ungherese, vincitrice di due medaglie d'oro nella scherma ai giochi olimpici.

## Palmarès
In carriera ha conseguito i seguenti risultati:
- Giochi olimpici:

Sydney 2000: oro nella spada individuale.
Atene 2004: oro nella spada individuale.
- Mondiali di scherma

L'Avana 1992: oro nella spada a squadre.
Essen 1993: oro nella spada a squadre.
L'Aia 1995: oro nella spada a squadre.
Città del Capo 1997: oro nella spada a squadre.
Seul 1999: oro nella spada a squadre.
L'Avana 2003: bronzo nella spada a squadre.
Torino 2006: oro nella spada individuale.
- Europei di scherma

Keszthely 1995: oro nella spada individuale.
Bolzano 1999: bronzo nella spada a squadre.
Smirne 2006: argento nella spada a squadre.
Gand 2007: argento nella spada a squadre.